# Ратчино
Ра́тчино (рос. Ратчино) — село у складі Шарлицького району Оренбурзької області, Росія.

## Населення
Населення — 729 осіб (2010; 946 у 2002).
Національний склад (станом на 2002 рік):
- росіяни — 95 %